# Образование (издательство)

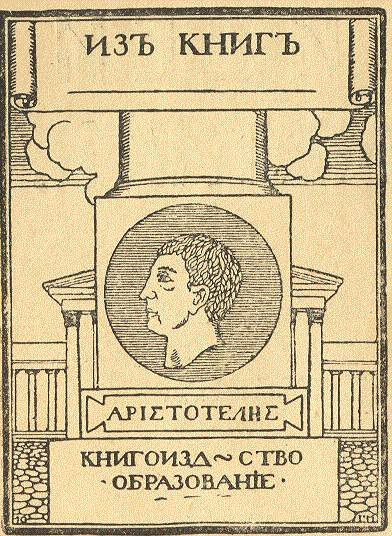
Первоначальный вариант экслибриса издательства «Образование»

Книгоиздательство «Образование» (в 1920-е годы — Культурно-просветительное товарищество «Образование») — русское и советское научное издательство просветительской направленности в Санкт-Петербурге (Петрограде—Ленинграде). Основано в 1909, существовало до 1930.
Помещалось на Пантелеймоновской улице (ныне — улица Пестеля) в доме № 12 (дом А. Х. Пеля), недалеко от набережной реки Фонтанка и Пантелеймоновского моста.
При участии многих видных отечественных учёных (В. А. Стеклова, А. Н. Крылова, А. П. Карпинского и др.) издательством выпущено более 200 монографий и учебников, преимущественно по естественным наукам, по методике преподавания естественно-научных дисциплин в школе и в высших учебных заведениях.
До настоящего времени большой интерес представляют фундаментальные сборники «Новые идеи…» (в философии, в математике, в физике, в химии и т.д.). В них размещался универсальный экслибрис, который в 1910 году известный художник-график Г. И. Нарбут (1886—1920) создал по заказу издательства «Образование» (в дальнейшем издательство исказило экслибрис без ведома автора).
Издательство активно популяризировало в России новые идеи в области физики, в частности, им впервые опубликованы на русском языке работы М. Планка, Э. Резерфорда и других ведущих учёных в серии «Популярная естественно-научная библиотека». Издало также ряд книг по философии и серию «Библиотека философов».